# Tom Tom Club (album)
Tom Tom Club è l'eponimo titolo dell'album di debutto del gruppo musicale new wave statunitense Tom Tom Club, pubblicato il 23 giugno 1981 dalle etichette discografiche Sire e Warner Bros.
Prodotto da Chris Frantz, Tina Weymouth e Steven Stanley, ne sono state estratte come singoli le canzoni Wordy Rappinghood, Genius of Love e Under the Boardwalk.

## Tracce e formati
Tutte le tracce sono state composte dai Tom Tom Club eccetto dove indicato.

### Versione LP

#### Lato A
1. Wordy Rappinghood
2. Genius of Love
3. Tom Tom Theme
4. L'Elephant

#### Lato B
1. As Above, So Below
2. Lorelei
3. On, On, On On...
4. Booming and Zooming

### Versione in cassetta

#### Lato A
1. Wordy Rappinghood
2. Genius of Love
3. Tom Tom Theme
4. L'Elephant

#### Lato B
1. As Above, So Below
2. Lorelei (Remix Version)
3. On, On, On On...
4. Under the Boardwalk (Kenny Young, Arthur Resnick)

### Versione CD
1. Wordy Rappinghood – 6:27
2. Genius of Love	 – 5:34
3. Tom Tom Theme – 1:24
4. L'Elephant – 4:51
5. As Above, So Below – 5:22
6. Lorelei – 5:05
7. On, On, On On... – 3:33
8. Booming and Zooming – 4:35
9. Under the Boardwalk – 5:46
10. Lorelei (Remix Version) – 6:17
11. Wordy Rappinghood (Long Version) – 6:42
12. Genius of Love (Long Version) – 7:26

## Classifiche
| Paese         | Posizione massima |
| ------------- | ----------------- |
| Nuova Zelanda | 18                |
| Svezia        | 32                |
| Regno Unito   | 78                |